# Урсул Влас Іванович
Влас Іванович Урсул (лютий 1907, село Кочієри, тепер Дубесарського району, Молдова — ?) — молдавський радянський діяч, 1-й секретар Леовського районного комітету КП(б) Молдавії, завідувач планово-фінансово-торгового відділу ЦК КП(б) Молдавії. Член ЦК КП(б) Молдавії в 1941—1952 роках. Депутат Верховної Ради Молдавської РСР 1-го та 3-го скликань.

## Біографія
Народився в бідній селянській родині. Трудову діяльність розпочав у 1919 році найманим робітником у селі Кочієри.
З 1928 року — слухач радпартшколи в місті Балті; завідувач відділу культури та пропаганди Григоріопольського районного комітету комсомолу (ЛКСМУ) Молдавської АРСР; секретар Кам'янського районного комітету ЛКСМУ Молдавської АРСР.
Член ВКП(б) з червня 1931 року.
З жовтня 1931 року служив у Червоній армії.
Після демобілізації — студент Вищого комуністичного сільськогосподарського університету імені Свердлова в Москві.
Після завершення навчання — завідувач дитячого будинку міста П'ятигорська; інспектор політпросвітроботи П'ятигорського міського відділу народної освіти; заступник директора машинно-тракторної станції; 2-й секретар Гофицького районного комітету ВКП(б) Орджонікідзевського (Ставропольського) краю.
До літа 1940 року — 1-й секретар Кіровського районного комітету ВКП(б) Орджонікідзевського (Ставропольського) краю.
У 1940 — липні 1941 року — 1-й секретар Леовського районного комітету КП(б) Молдавії.
З липня 1941 до березня 1944 року служив на політичній роботі в Червоній армії, на 1943—1944 роки — секретар партійної комісії 4-ї гвардійської червонопрапорної стрілецької дивізії 5-ї ударної армії. Учасник німецько-радянської війни.
З 1944 року — 2-й секретар Кишинівського повітового комітету КП(б) Молдавії.
Потім був слухачем Вищої партійної школи при ЦК ВКП(б) у Москві.
Після завершення навчання — завідувач сектору інформації відділу ЦК КП(б) Молдавії; завідувач планово-фінансово-торгового відділу ЦК КП(б) Молдавії.
До 1952 року — секретар Кишинівського міського комітету КП(б) Молдавії.
У 1952—1953 роках — завідувач Бельцького окружного відділу торгівлі Молдавської РСР.
Подальша доля невідома.

## Звання
- гвардії майор
- гвардії підполковник

## Нагороди
- орден Червоної Зірки (19.10.1943))
- медаль «За перемогу над Німеччиною у Великій Вітчизняній війні 1941—1945 рр.» (1945)
- медалі